# 一木喜徳郎
一木 喜德郞（いちき きとくろう、慶応3年4月4日（1867年5月7日） - 昭和19年（1944年）12月17日）は、日本の内務官僚、法学者（公法学）、政治家。位階勲等は従一位大勲位。爵位は男爵。旧名は岡田 丘平（おかだ きゅうへい）。号は梁舟。
公法学を専門とする法学者で、帝国大学の法科大学では教鞭を執り、帝国学士院会員にも選任された。天皇機関説を提唱したことでも知られており、美濃部達吉ら後進の育成に努めたが、のちに天皇機関説事件において美濃部らとともに激しい批判に晒された。貴族院勅選議員に勅任されてからは、第1次桂内閣の法制局長官をはじめ、第2次大隈内閣の文部大臣や内務大臣など要職を歴任した。枢密顧問官として宮中入りしてからは、宮内大臣や枢密院議長を務めた。また、父岡田良一郎と同様に報徳思想の啓蒙に尽力し、大日本報徳社の社長を務めた。

## 来歴

### 生い立ち
遠江国佐野郡倉真村（現在の静岡県掛川市）に岡田良一郎の次男・丘平として生まれた。1873年（明治6年）に一木家の養子となる。冀北学舎に学び、兄の良平が東京府第一中学を経て大学予備門に在学しているのに触発され上京、成立学舎に入学した。同期に町田忠治らが、教師には当時帝大生だった有賀長雄や山田喜之助らがいた。
大学予備門には良平の助言に従い最低級の三年級ではなく一級上の二年級から入った。同期に林権助らがいる。その後帝国大学文科大学にあった政治科に入学。1887年（明治20年）に帝国大学法科大学（現・東京大学法学部）卒業。

### 内務官僚、法学者として

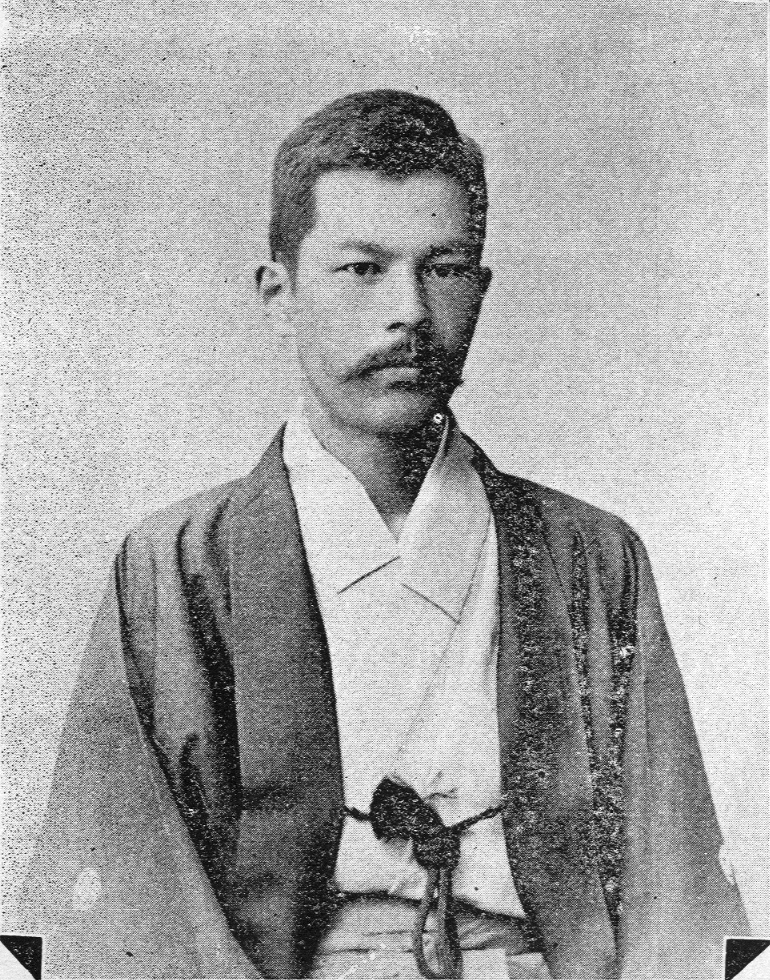
1899年（明治32年）帝大法科教授であり内務省参与官在職時の一木

1887年、内務省に入省。1890年（明治23年）、自費でドイツに留学して行政法を学ぶ。1894年（明治27年）、帰国して帝国大学法科大学教授となり、明治39年（1906年）に帝国学士院会員となる。法学者として天皇機関説を唱えるとともに、美濃部達吉らを育てた。
法科大学教授（憲法国法第一講座担当）とともに、1900年（明治30年）10月まで内務省に勤め、大臣官房文書課、県治局員、参事官、参与官を歴任する。

### 政治家として
1900年（明治33年）9月26日、貴族院勅選議員に勅任される。1902年（明治35年）には、法制局長官に就任。第2次大隈内閣においては大正3年（1914年）より文部大臣を務め、大正4年（1915年）からは内務大臣に転じた。
1917年（大正6年）8月14日、枢密顧問官に任命されると、それにともない同30日には貴族院議員を辞職した。大正14年（1925年）、宮内大臣に就任し、1927年（昭和2年）2月、大正天皇大喪儀の大喪使次官を務める。1933年（昭和8年）4月25日、多年の功により男爵に叙された。
1934年（昭和9年）には枢密院議長に就任した。在任中は天皇機関説の提唱者の一人として、弟子の美濃部達吉とともに非難に晒されるが、その裏には一木と対立関係にあった平沼騏一郎の工作が取り沙汰された。昭和11年（1936年）に二・二六事件が起きると、宮中において昭和天皇の相談相手を務め事件終息に尽力した。この事件で内大臣の斎藤実が殺害されたため、後任の湯浅倉平の親任式においては制度上必要となる前任者を臨時に兼任している。

### 公職退任後
1938年（昭和13年）枢密院議長を退任。一木はすでに1922年（大正11年）から旧制武蔵高等学校の初代校長を務めていたが、1938年（昭和13年）に枢密院議長を退任すると武蔵高校と強い関係にあった根津育英会理事に就任した。その後社団法人大日本報徳社社長や帝室経済顧問も務めている。
1944年（昭和19年）12月17日、危篤となり天皇・皇后・皇太后から侍従と侍医が遣され、お尋ねとして葡萄酒が下賜されたが、当日、肺炎により東京都本郷区の自宅で死去。78歳だった。鈴木貫太郎が葬儀委員長になり、同21日に青山斎場で葬儀が行われた。弔問のための特使として侍従の久松定隆が遣されて、特旨をもって位一級を追陛、従一位に叙された。墓所は谷中霊園。

## 人物
謹直な人柄であったが無頓着な面があり、宮内大臣就任時は「歌御会始での詠進歌に氏名だけを書く（当時は、氏名の前に家柄・出自を書くのがしきたりだった）」など、宮廷内では「宮中のことを知らない」と評判が悪かった。
文部省で中学校（旧制）の会議があった際、出席者全員で君が代を斉唱することになったが、出席していた一木宮内大臣は座ったまま歌おうとしなかった。これを見た柴田徳次郎（国士舘の創設者）が何故歌わないのか尋ねると、「知らないから歌わない」と答えた。柴田が「文部大臣を務めたことのある閣下が（君が代を）知らないはずがない」と言うと、一木は「ほんとうに知らない」と返答。このままもめそうになったが、出席者のひとりである徳富蘇峰が「一木君は古火箸だよ、ほっときたまえ」と発言し、その場は収まった。柴田は、徳富の言った「古火箸」の意味が解らなかったが、後になって「真っ直ぐだが、さび付いて役に立たない」のなぞかけと気付いたという。

## 家族・親族

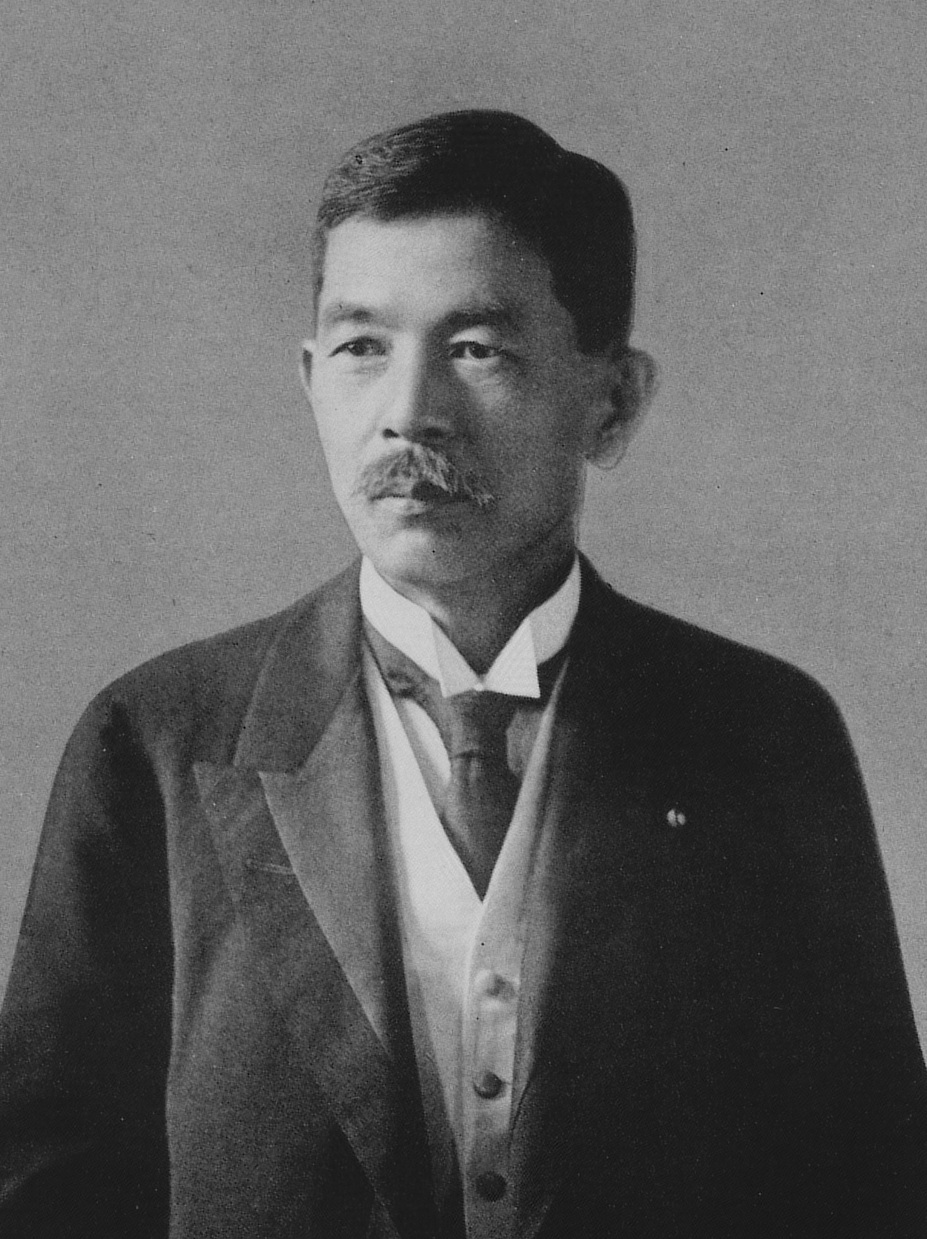
壮年期の一木（『一木先生回顧録』より）

一木の実家の岡田家は、政治家や学者を輩出した一族として知られる。一木の父は報徳思想の啓蒙に努めた衆議院議員岡田良一郎であり、兄は京都帝国大学総長や文部大臣を歴任した岡田良平である。一木の実子には、検事の一木輏太郎、行政法学者の杉村章三郎がいる。また、輏太郎の長男充は松下電器のシステム推進部長であったが日本航空123便墜落事故の犠牲者となった。一木の実弟で母の実家・竹山家の養子となった純平の息子には、東京大学教養学部で教授を務めた小説家の竹山道雄、元建設省官僚、東京都立大学、日本女子大学教授で建築構造学の重鎮であった竹山謙三郎がいる。山梨大学教育学部教授の竹山護夫、東京大学名誉教授の平川祐弘は、一木の姪孫にあたる。
猪野三郎監修『第十版 大衆人事録』（昭和9年）イ一六二頁によれば、
- 妻・さへ（養父喜三司の長女）
- 嗣子・輏太郎
- 二男・隩二郎
  - 同妻・ミドリ（渋谷徳三郎の五女）
- 三男・章三郎（医学博士杉村七太郎の養子となる）
- 二女・シク
- 三女・家子（衆議院議員・貴族院議員尾崎元次郎の長男孝一に嫁す）

## 栄典
位階
- 1893年（明治26年）4月11日 - 従七位[16]
- 1895年（明治28年）11月29日 - 正七位[17]
- 1897年（明治30年）12月20日 - 従六位[18]
- 1898年（明治31年）9月20日 - 正五位[19]
- 1902年（明治35年）10月31日 - 従四位[20]
- 1906年（明治39年）1月31日 -  正四位[21]
- 1912年（大正元年）2月28日 - 従三位[22]
- 1920年（大正9年）1月30日 - 正三位[23]
- 1925年（大正14年）4月15日 - 従二位[24]
- 1930年（昭和5年）5月1日 - 正二位[25]
- 1944年（昭和19年）12月17日 - 従一位[26]

爵位
- 1933年（昭和8年）4月25日 - 男爵[27]

勲章等
| 受章年                     | 略綬 | 勲章名                   | 備考 |
| -------------------------- | ---- | ------------------------ | ---- |
| 1903年（明治36年）5月21日  |      | 勲四等瑞宝章             |      |
| 1903年（明治36年）5月21日  |      | 金杯一個                 |      |
| 1905年（明治38年）6月24日  |      | 勲三等瑞宝章             |      |
| 1906年（明治39年）4月1日   |      | 勲二等旭日重光章         |      |
| 1915年（大正4年）11月10日  |      | 大礼記念章（大正）       |      |
| 1915年（大正4年）12月1日   |      | 勲一等瑞宝章             |      |
| 1916年（大正5年）7月14日   |      | 旭日大綬章               |      |
| 1928年（昭和3年）12月28日  |      | 旭日桐花大綬章           |      |
| 1931年（昭和6年）3月20日   |      | 帝都復興記念章           |      |
| 1940年（昭和15年）5月27日  |      | 紺綬褒章                 |      |
| 1940年（昭和15年）8月15日  |      | 紀元二千六百年祝典記念章 |      |
| 1944年（昭和19年）12月17日 |      | 大勲位菊花大綬章         |      |

外国勲章佩用允許
| 受章年                    | 国籍             | 略綬 | 勲章名                               | 備考 |
| ------------------------- | ---------------- | ---- | ------------------------------------ | ---- |
| 1927年（昭和2年）2月1日   | スウェーデン王国 |      | ワザ勲章グランクロア                 |      |
| 1929年（昭和4年）7月22日  | イギリス帝国     |      | ヴィクトリア勲章ナイトグランドクロス |      |
| 1931年（昭和6年）4月18日  | シャム王国       |      | レレファンブラン勲章グランクロア     |      |
| 1931年（昭和6年）12月24日 | エチオピア帝国   |      | メネリック第二世勲章グランクロア     |      |

## 著作
- 『日本法令予算論』哲学書院、1892年5月。 NCID BN0548654X。全国書誌番号:42020512。
  - 『日本法令予算論』（訂正再版）一木喜徳郎、1899年11月。 NCID BN04812739。全国書誌番号:49011822。 NDLJP:2937340
  - 『日本法令予算論』（復刻版）信山社出版〈近代日本憲法学叢書 別巻2〉、1996年2月。ISBN 9784882617648。 NCID BN14551267。全国書誌番号:49011822。
- 菊池暁汀 編『青年国民の進路』大学館、1914年3月。 NCID BA72109916。全国書誌番号:43019031。
- 『民心の帰嚮統一』中央報徳会、1920年4月。全国書誌番号:43026534。
- 『思想選択の標準』教化団体聯合会〈教化資料 第1輯〉、1924年10月。 NCID BB08245079。全国書誌番号:43031778。
- 『震災の教訓』教化団体聯合会〈教化資料 第4輯〉、1924年10月。 NCID BB08248022。全国書誌番号:43031781。

没後の編・刊行
- 『一木先生回顧録』河井彌八編・刊行、1954年12月。 NCID BN05933477。全国書誌番号:55008337。

### 共編
- 大森鍾一・一木喜徳郎 編『市町村制史稿』元元堂、1907年2月。 NCID BA29902374。全国書誌番号:40020902。

### 校閲
- 上瀧安正『帝国憲法要略』一木喜徳郎・寺尾亨閲、明進堂・明法堂、1902年8月。 NCID BA62480725。全国書誌番号:40023575。